# SS Cassino 1927
SS Cassino 1927 is een Italiaanse voetbalclub uit Cassino die speelt in de Serie C2/C. De club werd opgericht in 1927.